# Atletica leggera ai Giochi della VIII Olimpiade - Maratona

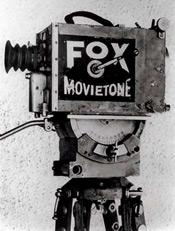
Video della gara (durata: 4'44")

La competizione della maratona di atletica leggera ai Giochi della VIII Olimpiade si tenne il giorno 13 luglio 1924 a Parigi con arrivo allo Stadio di Colombes.
La federazione internazionale (IAAF) fissa definitivamente la distanza della corsa a 42,195 km. Come modello è stata presa l'edizione disputata a Londra 1908.

## Classifica
La partenza è fissata alle 17 per evitare la morsa del caldo. Il finlandese Stenroos è sempre nella testa della gara a fare l'andatura; alla fine vincerà con quasi sei minuti di distacco sul secondo. Al secondo posto giunge Romeo Bertini superando nel finale il trentaseienne statunitense DeMar che, sforzandosi di mantenere il passo di Stenroos, aveva esaurito le forze.
| Pos.    | Atleta                  | Nazione          | Tempo     |
| ------- | ----------------------- | ---------------- | --------- |
| Oro     | Albin Stenroos          | Finlandia        | 2h41'22"6 |
| Argento | Romeo Bertini           | Italia           | 2h47'19"6 |
| Bronzo  | Clarence DeMar          | Stati Uniti      | 2h48'14"0 |
| 4       | Lauri Halonen           | Finlandia        | 2h49'47"4 |
| 5       | Sam Ferris              | Gran Bretagna    | 2h52'26"0 |
| 6       | Manuel Plaza            | Cile             | 2h52'54"0 |
| 7       | Boughéra El Ouafi       | Francia          | 2h54'19"6 |
| 8       | Gustav Kinn             | Svezia           | 2h54'33"4 |
| 9       | Dionisio Carreras       | Spagna           | 2h57'18"4 |
| 10      | Jüri Lossman            | Estonia          | 2h57'54"6 |
| 11      | Axel Jensen             | Danimarca        | 2h58'44"8 |
| 12      | Jean-Baptiste Manhès    | Francia          | 3h00'34"0 |
| 13      | John Cuthbert           | Canada           | 3h00'44"6 |
| 14      | Victor McAuley          | Canada           | 3h02'05"4 |
| 15      | Marcel Alavoine         | Belgio           | 3h03'20"0 |
| 16      | Frank Wendling          | Stati Uniti      | 3h05'09"8 |
| 17      | Arthur Farrimond        | Gran Bretagna    | 3h05'15"0 |
| 18      | Frank Zuna              | Stati Uniti      | 3h05'52"2 |
| 19      | Harry Phillips          | Sudafrica        | 3h07'13"0 |
| 20      | Augustinus Broos        | Belgio           | 3h14'03"0 |
| 21      | Henning Karlsson        | Svezia           | 3h14'21"4 |
| 22      | Tullio Biscuola         | Italia           | 3h19'05"0 |
| 23      | William Churchill       | Stati Uniti      | 3h19'18"0 |
| 24      | Mohammed Ghermati       | Francia          | 3h20'27"0 |
| 25      | Chuck Mellor            | Stati Uniti      | 3h24'07"0 |
| 26      | Pierre-Georges LeClercq | Belgio           | 3h27'54"0 |
| 27      | Jack McKenna            | Gran Bretagna    | 3h30'40"0 |
| 28      | Antal Lovas             | Ungheria         | 3h35'34"0 |
| 29      | Mahadeo Singh           | India Britannica | 3h37'36"0 |
| 30      | Elmar Reimann           | Estonia          | 3h40'52"0 |
| -       | Alberto Cavallero       | Italia           | Ritirato  |
| -       | Alexandros Kranis       | Grecia           | Rit.      |
| -       | Angelo Malvicini        | Italia           | Rit.      |
| -       | Belisario Villacís      | Ecuador          | Rit.      |
| -       | Albert Mills            | Gran Bretagna    | Rit.      |
| -       | Bohumil Honzátko        | Cecoslovacchia   | Rit.      |
| -       | Cornelis Brouwer        | Paesi Bassi      | Rit.      |
| -       | Duncan Wright           | Gran Bretagna    | Rit.      |
| -       | Ján Kalous              | Cecoslovacchia   | Rit.      |
| -       | Ernest Letherland       | Gran Bretagna    | Rit.      |
| -       | Ernesto Alciati         | Italia           | Rit.      |
| -       | Ettore Blasi            | Italia           | Rit.      |
| -       | Félicien Van De Putte   | Belgio           | Rit.      |
| -       | Gabriel Ruotsalainen    | Finlandia        | Rit.      |
| -       | Georges Verger          | Francia          | Rit.      |
| -       | Théophilus Steurs       | Belgio           | Rit.      |
| -       | Hannes Kolehmainen      | Finlandia        | Rit.      |
| -       | Iraklis Sakellaropoulos | Grecia           | Rit.      |
| -       | Josef Eberle            | Cecoslovacchia   | Rit.      |
| -       | Kikunosuke Tashiro      | Giappone         | Rit.      |
| -       | Pál Király              | Ungheria         | Rit.      |
| -       | Ralph Williams          | Stati Uniti      | Rit.      |
| -       | Shizo Kanakuri          | Giappone         | Rit.      |
| -       | Teunis Sprong           | Paesi Bassi      | Rit.      |
| -       | Henrik Hietakari        | Finlandia        | Rit.      |
| -       | Ville Kyrönen           | Finlandia        | Rit.      |
| -       | Vyron Athanasiadis      | Grecia           | Rit.      |
| -       | Yahei Miura             | Giappone         | Rit.      |